# バララット
バララット（英語: Ballarat）は、オーストラリアのビクトリア州にある都市である。
人口は11万6201人（2021年）で、ビクトリア州では3番目である。
名称はアボリジニの言葉「休憩所」にちなんでいる。かつてはBallaaratと綴られていたが、歴史の推移と共に変化した。日本で流通している地図帳ではバララトと表記されている場合もある。
学校や医療機関も多く「教育の町」「福祉の町」とも言われている。

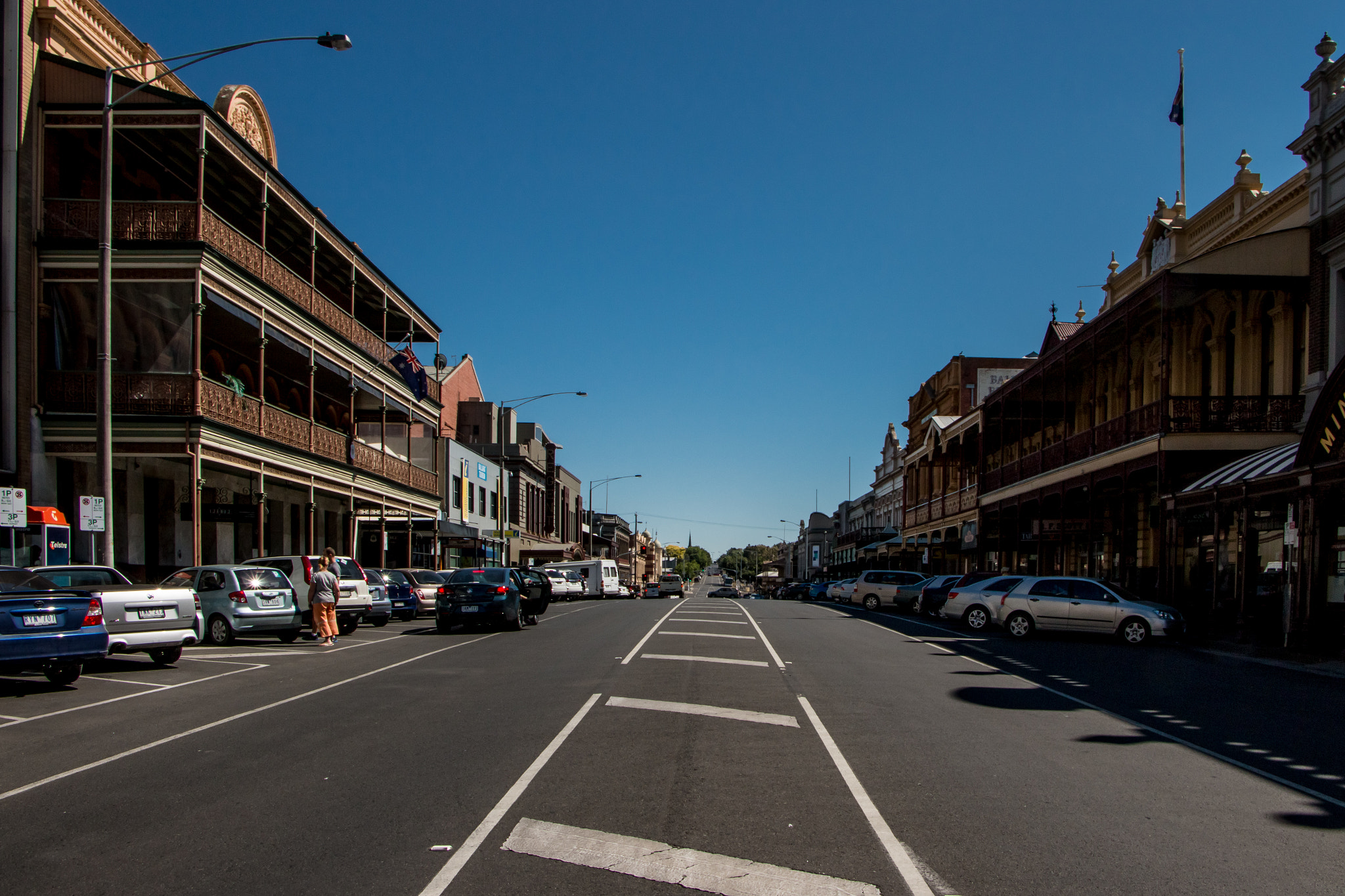
バララットの街並み

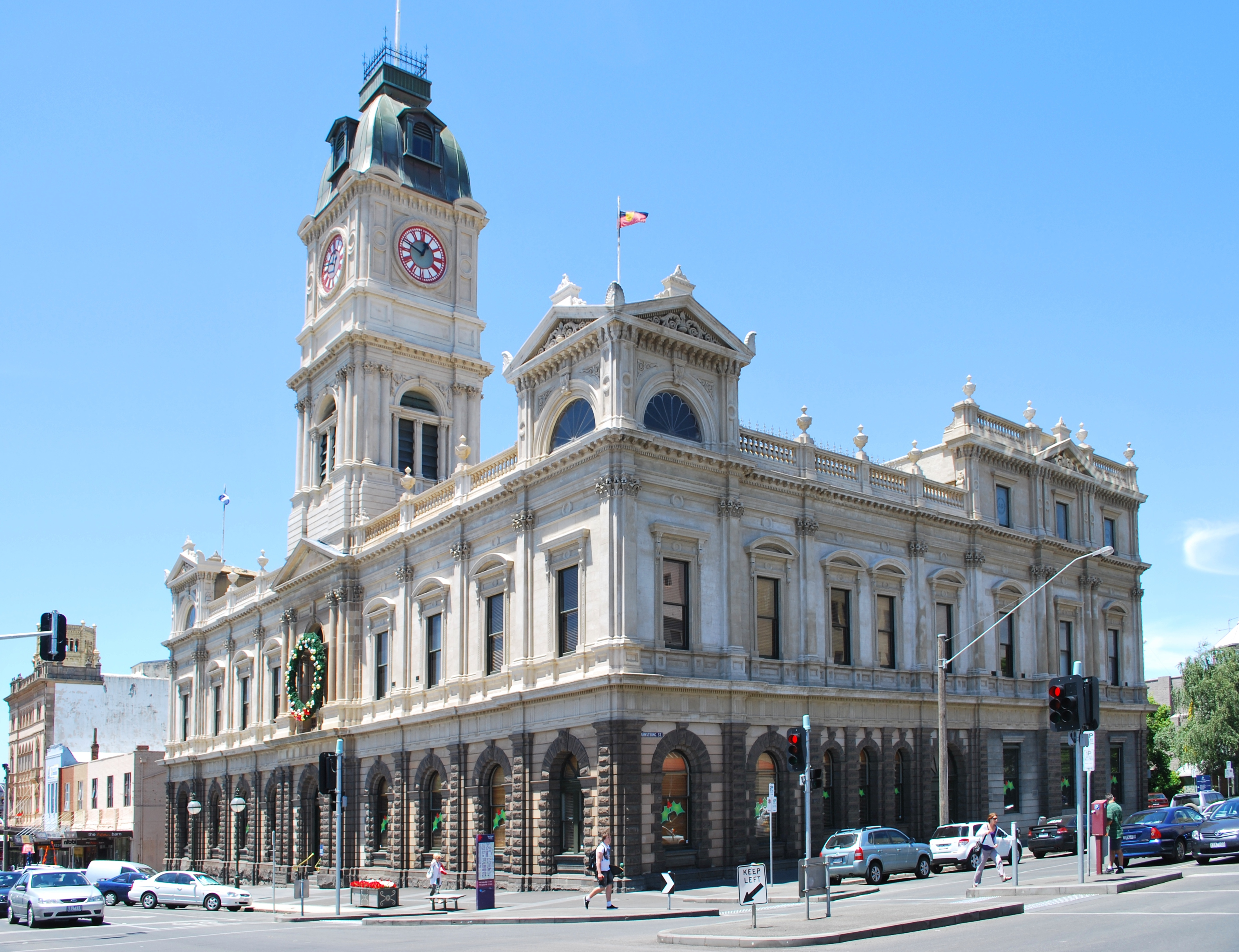
タウンホール

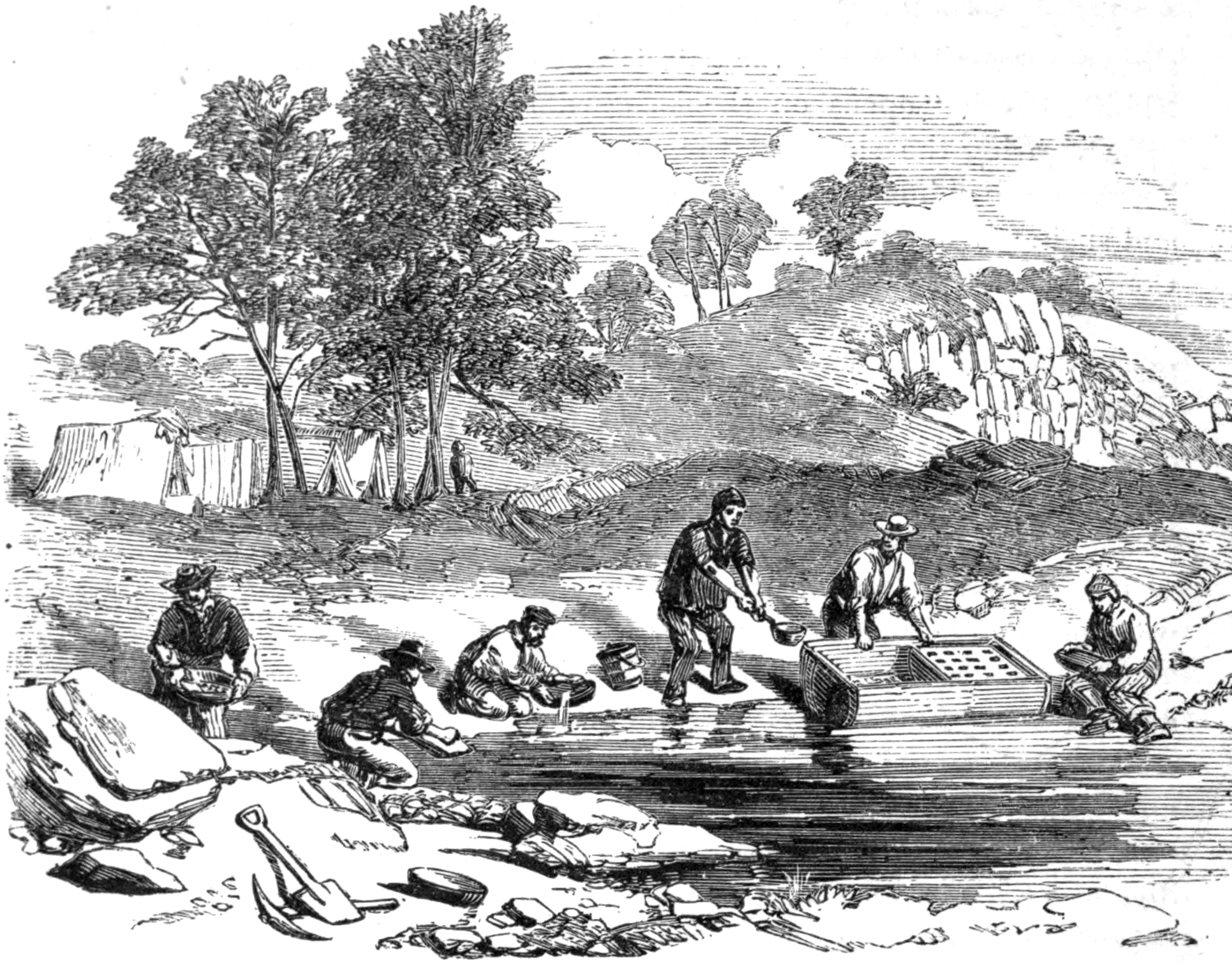
金の採掘場　1853年頃

## 歴史
1850年代に金が発見されたことから入植が殺到して繁栄したが、1854年には鉱山夫達による暴動が勃発、「ユーレカ砦の反乱」と呼ばれている。1930年代になると、オーストラリア空軍の基地が建設され、第二次世界大戦に参戦した。

## 建築物
戦争捕虜博物館があり、ボーア戦争や第二次世界大戦、ベトナム戦争に関する資料が展示されている。バララット・ファイン・アート・ギャラリーは美術館である。ヴィクトリア朝の歴史的建造物はオーストラリア国宝に指定されている。

## 気候
気候の平均:
- 1月の最高気温 — 25.1 °C
- 1月の最低気温 — 10.8 °C
- 7月の最高気温 — 10.0 °C
- 7月の最低気温 — 3.2 °C
- 年間降雨量 — 690.9mm
- 最も雨の多い月 — 8月 74.6mm
- 最も雨の少ない月 — 1月 38.1mm

## 教育
- バララット大学
- オーストラリアカトリック大学のバララットキャンパス

## 交通
- バララット駅からサザン・クロス駅行きの列車がある。所要時間は約80分。
- ウェスタン・ハイウェイでメルボルンと結ばれており、高速バスが運行している

## 出身者
- ジェームズ・スカリン  第9代首相
- ロバート・メンジーズ  第12代首相
- ジャレド・タレント  2008年北京オリンピックの50km競歩銀メダリスト

## 姉妹都市
- 猪名川町 日本
- 泰興市 中華人民共和国
- ピーターバラ イギリス
- アイナロ 東ティモール